# Список Земских соборов

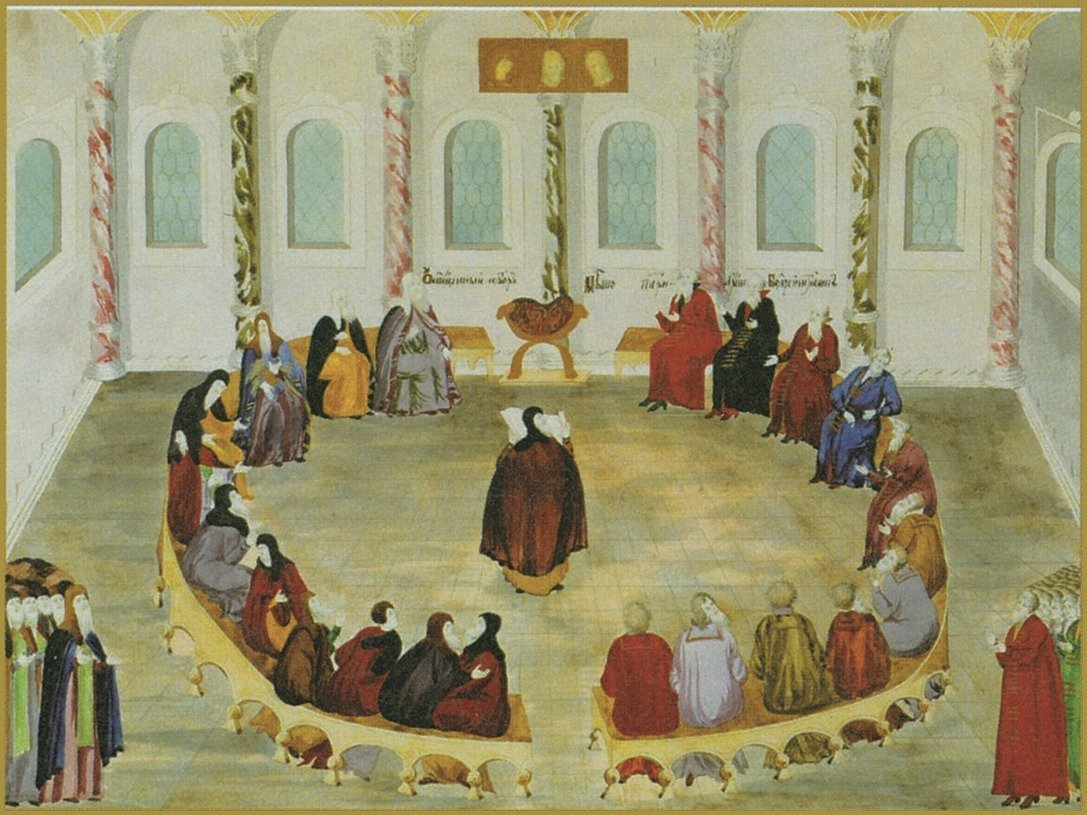
Провозглашение Авраамием Палициным, келарем Троице-Сергиева монастыря, решения земского собора об избрании на царство Михаила Федоровича Романова. Миниатюра из «Книги об избрании на царство на превысочайший престол великаго российскаго царствия Великаго Государя и Великаго Князя Михаила Феодоровича всея великия России Самродержца. 1673 год»

Список Земских соборов — список земских соборов (совещаний) за 135 лет проведения (с 1549 по 1684), было созвано около 60 соборов. Точное количество соборов назвать сложно, из-за отсутствия сохранившейся документации о раннем периоде, а также в связи со спорностью правомерности некоторых соборов в кризисных ситуациях (обозначены курсивом). В различные периоды соборы собирались с разной периодичностью и имели различный статус и характер (См. Периодизация земских соборов).

## Отличия Соборов от Собрания
Отличие Земского собора от иного рода собраний или совещаний определяется наличием трёх составных частей:
1. Освященный собор — собор русской православной церкви с митрополитом, позже патриархом во главе, имеющий своё устройство, и включался в Земский собор, как его отдельная часть, действовавшая по своим привычным правилам и подававшая свой голос особо от прочих групп соборных участников.
2. Боярская дума — составляла постоянный совет Государя и сохранявшая в составе собора своё обычное устройство. Действующая неразделимо с монархом, дума участвовала с ним в соборе в качестве руководящего органа.
3. Земские люди — представители различных групп населения и различных местностей государства.

Только при наличии этих трёх составляющих соборы могли претендовать на «совет всея земли». Без наличия одного из составляющих, Земский собор являлся общим собранием или совещанием. Одним из первых Земских соборов, удовлетворяющих предъявленным требованиям, являлся Собор 1566 года, а последним — Собор 1653 года. Все соборы до и после указанного срока являлись общими собраниями или совещаниями, включая соборы Смутного времени.

## Список[1]
1. 27—28 февраля 1549 — Земский собор 1550 года Ивана Грозного.
2. январь—март 1551 — «Стоглавый собор» (церковно-земский).
3. 1564 — предположительно, состоялся собор об учреждении опричнины[2].
4. 1565 — собрался в отсутствие уехавшего из Москвы царя Ивана Грозного по инициативе сословий и вёл с царём «переговоры». Реконструируемый на основе косвенных свидетельств'.
5. 28 июня — 2 июля 1566 — Земский собор 1566 года, о Ливонской войне[3].
6. 1575 — предположительно, касательно назначения Симеона Бекбулатовича[4].
7. 1576 — предположительно, касательно снятия Симеона Бекбулатовича и «возвращения» Ивана IV Васильевича Грозного[4].
8. 1579 — предположительно, касательно Польши[4].
9. январь 1580 — Собор 1580 года (церковно-земский)[5], обсуждался вопрос права духовенства по отношению к приобретению новых вотчин, как путём покупки, так и путём пожертвования со стороны частных лиц. Постановлением собора церковные права были существенно ограничены[6].
10. ноябрь 1580 — предположительно, по польским делам.
11. апрель 1584 — Земский собор 1584 года (избирательный), избрание Фёдора I Иоановича на царство после смерти Ивана IV[7].
12. июль 1584 — Церковно-земский собор[5]. Также решение об ограничении роста церковных земель и отмене тарханных привилегий[8].
13. 17 февраля 1598 — Земский собор 1598 года[5]. Избрание Бориса Годунова на царство после смерти Фёдора Иоанновича.
14. 15 мая 1604 — о готовящемся набеге Казы-Гирея.
15. 1605 — собран Лжедмитрием I для суда над Василием Шуйским с братьями, обвинёнными в организации заговора против Самозванца (под видом земского собора прошёл политический судебный процесс).
16. 1606 — избрание царём Василия Шуйского. Существует вопрос о легитимности этого собора.
17. февраль 1607 — об освобождении населения от присяги Лжедмитрию и о прощении клятвопреступления в отношении Бориса Годунова и его семьи.
18. 1607 — по делу о «царевиче Петре» (Илейка Горчаков). Предположительный собор, который надо считать не земским, а судебным.
19. Земский собор 1608-1610 годов — в Смутное время работал в северных городах Московского государства.
20. 17 июля 1610 — Земский собор 1610 года. Свержение Василия Шуйского и избрание временного правительства из бояр, избрание царём Владислава. Предположительный собор или не легитимный собор.
21. 30 июня 1611 — приговор[9] «всея земли» в Первом ополчении. Всею землею выбрано «правительство» — бояре и воеводы Д. Т. Трубецкой, И. М. Заруцкий, П. П. Ляпунов. Решение принималось вне Москвы, занятой врагом. В соборе участвовали представители 25 разных городов, полков, бояре. Некоторыми учёными считается не земским собором, а военным, «походной думой», «ратным советом».
22. Конец 1611—1612 — Земский собор 1612 года «Совет всей земли» в Втором ополчении в Нижнем Новгороде. Руководящий административно-политический центр ополчения.
23. 1613 — Земский собор 1613 года. Избрание Михаила Романова. Предположительно полномочия собора продолжались 3 года, до 1615.
  1. 1614 — есть грамоты за этот год. Проводились ли новые выборы, неизвестно. Одна из решаемых проблем — продолжавшее грабить казачество.
24. 1616—1619 — (2-я «трёхлетняя сессия» в царствование Михаила Фёдоровича).
  1. 1616 — новый земский собор собирается в начале года. Заседание между 22 февраля и 18 марта[5] — основной вопрос — материальное обеспечение служилых людей, защищающих страну от поляков и шведов. В сентябре 1616 года рассматривается вопрос об условиях мира со Швецией[5].
  2. 1617 — в середине года — решение о сборе четвёртой «пятины»[5]. 25 июня «неполный собор» рассматривал письмо английского королевского купца Джона Мерика с просьбой разрешить ездить по Волге в Персию, искать путь в Китай и т. п. — решение отложено. Рассмотрен вопрос о местничестве, принято решение быть «без мест» до 1620 года[6].
  3. 1618 — в апреле, решение о сборе пятой «пятины»[5]. 8 сентября — собор в связи с наступлением войск польского королевича Владислава IV.
25. 1619—1622 — (предположительно, 3-я трёхлетняя сессия)
  1. 1619 — возможно, с участием собора решался вопрос о назначении вернувшегося из плена Филарета патриархом. Затем точно был Земский собор 1619 года[5] по вопросам внутренней политики. По инициативе Филарета предприняты реформы.
  2. 12 октября 1621 — Земский собор 1621-1622 годов — собор этого трёхлетия, о котором дошли несомненные сведения[5]. Вопрос стоял о войне с Польшей.
  3. февраль-март 1622 — рассматривался вопрос о русско-польских отношениях.
26. 1631 — первый собор после почти 10-летнего перерыва, о котором имеются сведения[5].
27. 1632 — Земский собор 1632-1634 годов —11 ноября рассмотрен вопрос о сборе с населения пятинных и запросных денег (Смоленская война, движение Балаша)[5].
28. 1634 — 29 января, новый собор по вопросу о сборе пятинных и запросных денег[5].
29. 1636—1637 —
30. 1637 —
31. 1639 (7-26 июля) — по поводу насилий в Крыму над московскими посланниками И. Фустовым и И. Ломакиным.
32. 1642 — Земский собор 1642 года, по вопросу об Азове.
33. 1645 — избрание Алексея Михаловича на царство после смерти Михаила Фёдоровича. Спорный собор — сохранилось неясное известие Г. К. Котошихина и А. Олеария, будто бы, после смерти царя Михаила Фёдоровича, был созван в 1645 году земский собор, с присутствием даже простого народа (черни), который утвердил на престол нового царя[10].
34. 1648 — Земский собор 1648-1649 годов. «Летний земский собор».
35. 1648 — сентябрьский земский собор.
36. 1649 — принято Соборное уложение 1649 года.
37. 1650 — Земский собор 1650 года по поводу восстаний в Пскове и Новгороде.
38. 1651 — Земский собор 1651 года о присоединении Малороссии.
39. 1653 — Земский собор 1653 года о принятии Запорожского Войска в состав Московского государства.
40. 1660, 1662, 1663 — совещания бояр с гостями и тягловыми людьми г. Москвы по поводу денежного и экономического кризиса.
41. 1674 —
42. 1681—1682 — собор «государевых ратных и земских дел». Созданы две комиссии: одна — служилая, занималась вопросами военной организации, вторая — тяглая, занималась вопросами податного обложения, обе комиссии под предводительством князя В. В. Голицына. Комиссии не разу не соединялись в палату выборных. Члены служилой комиссии вместе с освящённым собором и думою составили общее заседание для торжественной отмены местничества.
43. 27 апреля 1682 — избрание на престол Петра I после смерти Фёдора Алексеевича.
44. 15 мая 1682 — изменение предыдущего решения, избрание Ивана и Петра под давлением стрельцов. Спорный собор.
45. 1683—1684 — о Вечном мире с Польшей.
46. 1698 — суд над царевной Софией (спорный собор, неизвестно, был ли).[1]